# 横廠式辰号試作水上偵察機
横廠式辰号試作水上偵察機（よこしょうしきたつごうしさくすいじょうていさつき）は、大日本帝国海軍が試作した水上偵察機。

## 概要
1924年（大正13年）、海軍は中島飛行機、愛知時計電機航空機部（のちの愛知航空機）、横須賀海軍工廠（横廠）にハンザ式水上偵察機を代替する新型水上偵察機の試作を命じた。これを受けて横廠は横田成沽技師を設計主務者として先進的な全金属製機体を開発し、1925年（大正14年）に1機の試作機を完成させた。しかし、試験飛行の結果安定性不良が発覚し、同じく全金属製のKB試作飛行艇が1926年（大正15年）3月22日に墜落事故を起こしたことを受け、全金属製機の実用化は時期尚早と判断され不採用となった。なお、最終的には中島の試作機が一五式水上偵察機として制式採用されている。
機体は全金属製の低翼単葉機で、降着装置は単フロート。機体形状はハンザ式に近いが、構造はドルニエ系である。

## 諸元
- 全長：9.15 m
- 全幅：15.00 m
- 全高：3.60 m
- 自重：1,445 kg
- 全備重量：2,100 kg
- エンジン：三菱 ヒ式 水冷V型8気筒（最大320 hp） × 1
- 最大速度：172 km/h
- 武装：7.7mm旋回機銃 × 1
- 乗員：2名